# St. Charles (Illinois)
St. Charles - miasto w hrabstwach DuPage i Kane w stanie Illinois w USA. Leży około 64 km na zachód od Chicago przy drodze Illinois Route 64. Według danych z 2023 roku populacja wynosiła 32 654 osób. Oficjalne hasło miasta to „Duma Lisa”, nawiązujące do rzeki Fox, która przepływa przez jego centrum. St. Charles jest częścią tzw. trójmiasta wraz z Genewą i Batavią – zachodnimi przedmieściami o podobnej wielkości i warunkach społeczno-ekonomicznych.

## Wygląd miasta

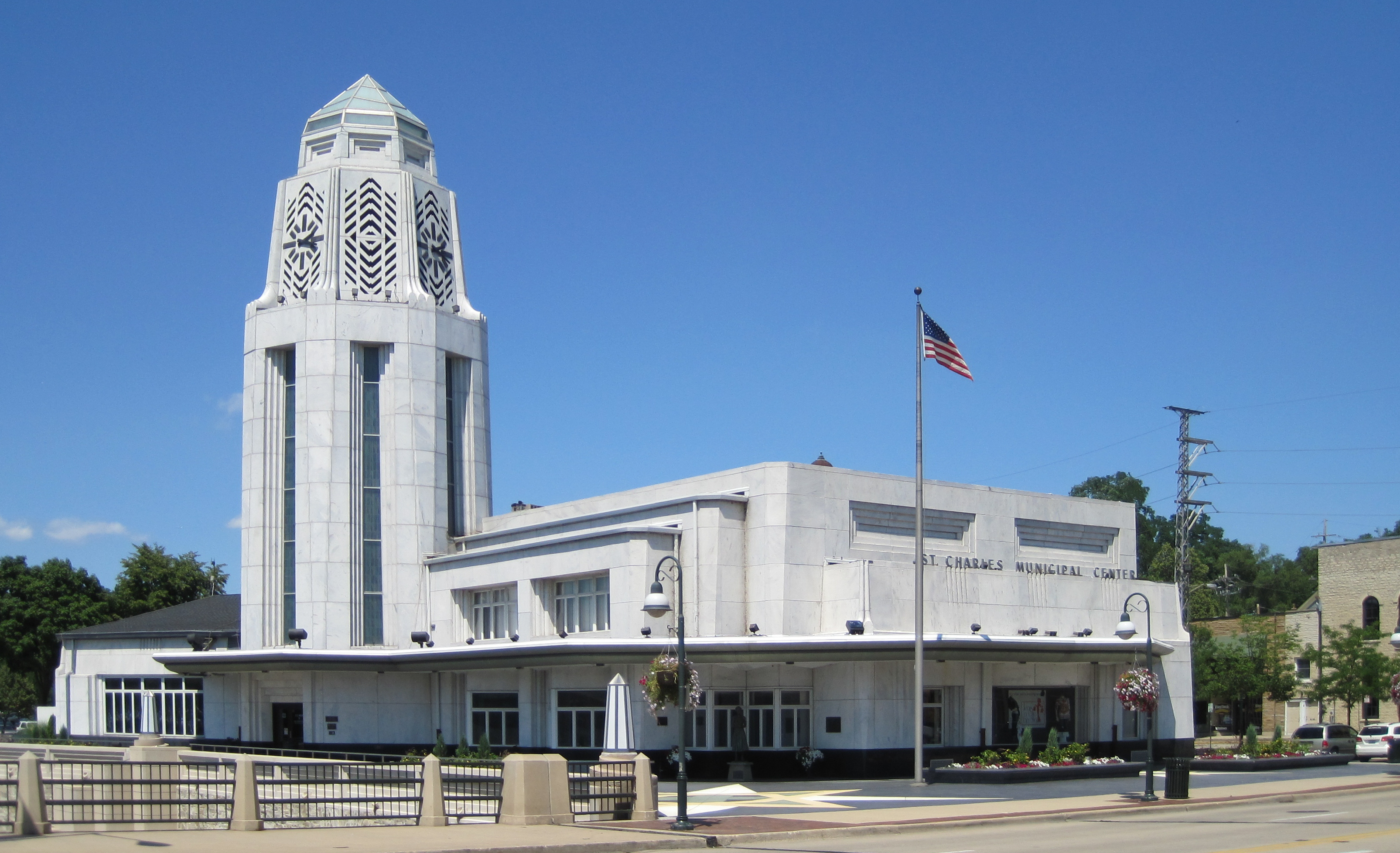
Budynek miejski St. Charles położony na wschodnim brzegu rzeki Fox

St. Charles to typowe amerykańskie miasteczko z lekkim śródziemnomorskim klimatem.
Najbardziej znanym budynkiem jest dom Wild Rose, który służył jako schronienie dla zbiegłych niewolników w czasach Underground Railroad. Znajduje się tam tunel ucieczkowy. Legenda głosi, że Abraham Lincoln spędził tam noc. Na północnej ścianie budynku widać ślady po kulach, które miały pochodzić od Al Capone.

## Szkoły
Miasto należy do dystryktu szkolnego D303 i ma 12 szkół podstawowych, 3 gimnazja i 2 szkoły średnie.